# مايكرسوفت فيجوال ستوديو إكسبريس
مايكروسوفت فيجوال استوديو اكسبريس هو بيئة التطوير المتكاملة من مايكروسوفت وهو مجانى يمكن تنزهيله من على الإنترنت أصدر أول إصدار منه في أكتوبر 2005 تحت اسم مايكروسوفت فيجوال ستوديو اكسبريس 2005 ,وفكرة البرنامج وفقا لمايكروسوفت أن تقدم بيئة تطوير سهلة الاستخدام ومجانية للمستخدمين غير المحترفين مثل الهواة والطلبة.

## المنتجات
يحتوى فيجوال استوديو على المنتجات التالية
- فيجوال بيسك اكسبريس
- فيجوال سى بلس بلس اكسبريس
- فيجوال سى شارب اكسبريس
- فيجوال ويب ديفلوبر اكسبريس
- اس كيو ال سرفر اكسبريس

## الحدود
يحد إمكانيات فيجوال ستوديو بعض الحدود وهي
- لا توجد تقارير الكريستال
- لا يوجد دعم لتطوير تطبيقات للموبايل
- لايتم الاتصال بقواعد بيانات غير مايكروسوفت أكسس ومايكروسوفت اس كيو ال سرفر
- إمكانيات أقل لاعداد التطبيقات للنشر والتوزيع
- إمكانيات أقل لتعقب الأخطاء
- قوالب مشروعات أقل

### اس كيو ال سرفر
- أقصى حجم لقاعدة بيانات اس كيو ال سرفر اكسبريس 4 جيجابايت 10 في اس كيو ال سرفر 2008
- لا يوجد UI لجلب أو إرسال البيانات لجدول

## وصلات خارجية
- الموقع الرسمي